# Akshobhia
En el budismo vashraiana, Akshobhia es uno de los cinco budas de sabiduría que surgen del Adi-Buda ―o Buda primordial―. Representa la consciencia como un aspecto de la realidad.

## Nombre sánscrito
- akṣobhya, en el sistema AITS (alfabeto internacional para la transliteración del sánscrito).[1]
- अक्षोभ्य, en escritura devanagari del sánscrito.[1]
- Pronunciación: /akshóbJia/ en sánscrito[1]
- Etimología: ‘inamovible’, ‘imperturbable’; proviene del adjetivo akshobha (no agitado, que no se mueve), que está formado por:[1]
  - a: partícula negativa
  - kshobha: agitación, perturbación, temblor, emoción; una corriente fuerte de agua

## Descripción

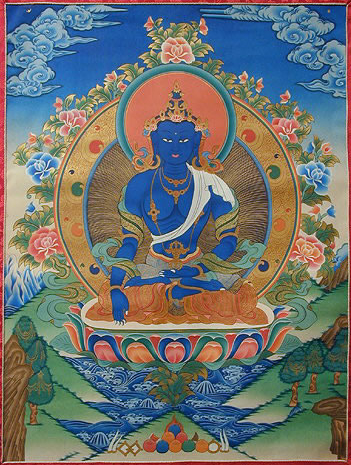
El Buda Akshobhya

Aksobhia es el señor de Abhirati (‘intenso deleite’), la Tierra Pura del Este.
Su consorte es Lochana 
Su color es azul y sus atributos incluyen la campanilla, tres vestimentas, y el báculo, junto a la joya, el loto, el molinillo de oraciones y la espada. Normalmente aparece acompañado por dos elefantes. Tiene varias emanaciones.
Se cree que Aksobhia transforma la tendencia humana a la ira en la sabiduría clara como un espejo. Con este tipo de sabiduría se pueden ver las cosas tal como son, de manera imparcial y sin ser afectados. Un espejo refleja tanto una rosa como una daga ensangrentada tal cual son.
El color azul de Aksobhia está vinculado al simbolismo del espejo. Azul es el color del cielo reflejado en el agua, y el agua tiene la capacidad de actuar como un claro espejo.

## Leyenda

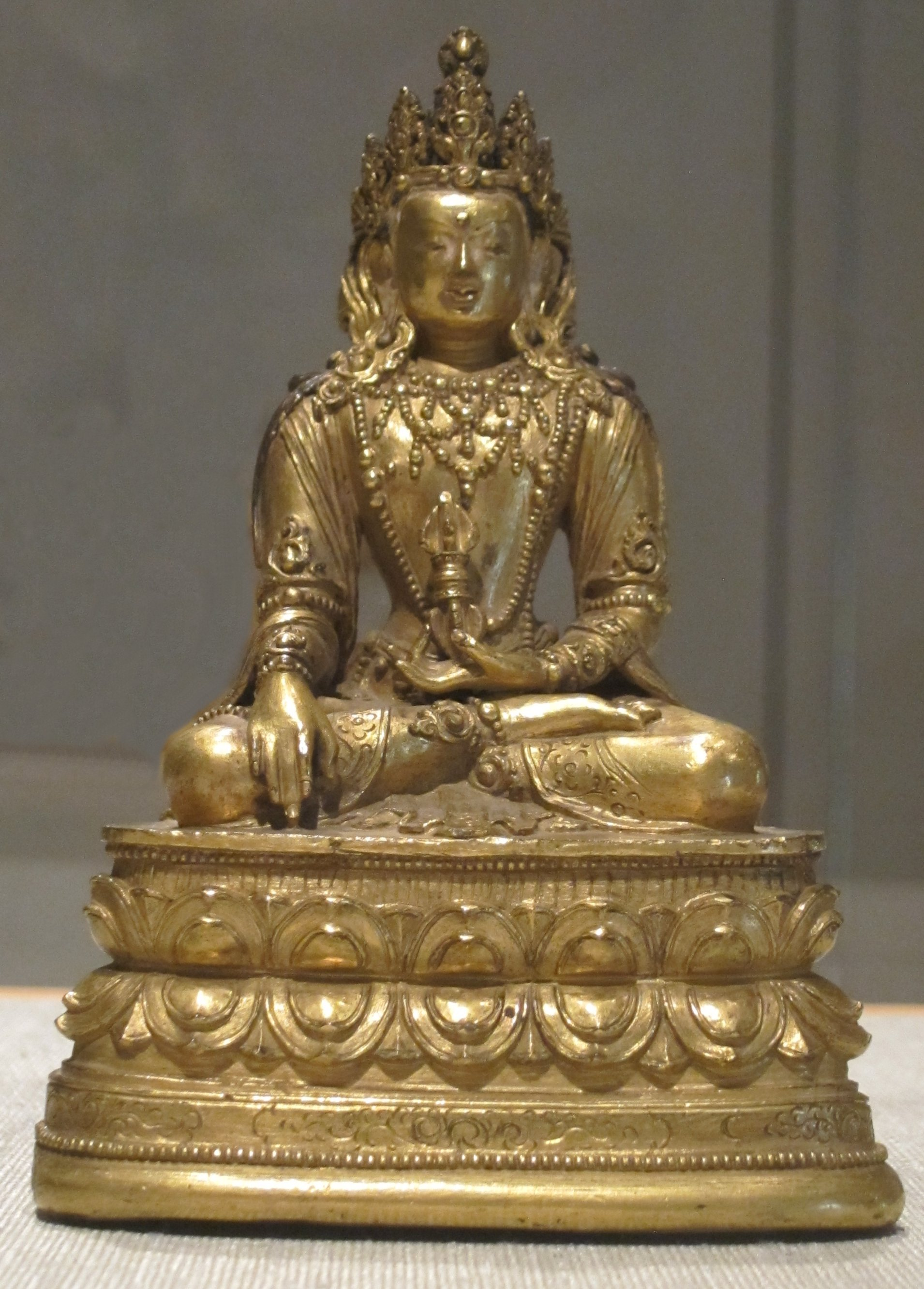
Estatua de Aksobhia. Tíbet, o XIX. En poder del Museo de Arte de Honolulu (Hawái).

Buda Aksobhia es el rey de la tierra pura, Buda Sakiamuni habla de él en el Sutra de la perfección de la sabiduría, en 8000 slokas (versos).
Al igual que todos los Budas del mandala, Akshobhia no está solo, es jefe de una familia (kula), la cual es llamada familia Vashra (‘diamante’ o ‘relámpago duro como un diamante’).
Se dice que cuando Akshobhia era apenas un monje, realizó un sagrado voto al Buda que en ese entonces, gobernaba sobre la tierra pura de Abhirati, es por ello que este Buda jamás sentiría aversión, odio ni egoísmo hacia ningún ser sintiente en las diez direcciones universales.
Después de esforzarse durante mucho tiempo, y guardando todos los votos que realizó en aquella tierra, Aksobhia finalmente se convirtió en el Buda Akshobhya y por lo tanto en gobernante del paraíso de Abhirati.